# 목동중앙로
목동중앙로는 서울특별시 양천구의 도로로, 국회대로가 지나는 목동 802-9에서 안양천로가 지나는 목동 900-12 신목동역 교차로를 잇는다. 총 길이는 2205 미터이다. 서울영도초등학교, 신목중학교, 서울월촌초등학교, 서울목원초등학교, 서울지방식품의약품안전청이 이 도로변에 위치한다. 1993년 7월 21일 이 도로에 처음 도로명이 지정될 때에는 옛 지명인 "모새미"에서 따온 모새미길로 이름이 붙여졌으며, 도로명주소 시행으로 도로명이 일괄적으로 부여될 때 모새미로라는 이름이 부여되었다가 2011년에 현재 지명인 "목동"을 이용한 이름인 목동중앙로로 바뀌었다.